# Музей Ледового побоища
Музей Ледового побоища (Историко-культурный центр «Самолва») — частное учреждение культуры, ранее действовавшее в деревне Самолва (сельское поселение Самолвовская волость) Гдовского района Псковской области и посвящённое Ледовому побоищу.
Создан в память о многолетней исследовательской работе. В этом месте находился штаб комплексной экспедиции Академии наук СССР, возглавляемый военным историком, кандидатом военно-исторических наук генерал-майором Г. Н. Караевым (1891—1984). По результатам работы была издана книга «Ледовое побоище: Труды комплексной экспедиции по уточнению места Ледового побоища 1242 года» (Л., 1966).
Музей расположен в Самолве, в здании конца XIX века купцов Петуховых. Инициатива создания музея принадлежит участнику экспедиции, писателю, журналисту В. А. Потресову, организатору регионального проекта «Чудские чтения» Т. Е. Наместниковой, учителю Самолвовской общеобразовательной школы Е. В. Гавриловой. Музей имеет попечительский совет, большая поддержка в организации экспозиции оказана профессором А. В. Шмидом и генерал-лейтенантом А. Н. Костиным. Дизайн выставочного пространства — Ю. В. Потресова.
В экспозиции музея представлены все этапы работы — от постановки задачи до получения конечных результатов: документы, схемы, карты, книги, научные работы, рабочие тетради, полевые блокноты, путевые дневники Тамары Рейн, фотографии А. С. Потресова, Г. Н. Караева, личные вещи участников экспедиции, рассказ об историках, археологах, гидрографах. Среди уникальных экспонатов — водолазное снаряжение, использовавшееся для погружения на дно Чудского озера, каркас разборной байдарки А. С. Потресова — лодки, которая применялась при исследовании древних водных путей. В основе коллекции музея — документы и артефакты из архивов Г. Н. Караева, А. С. Потресова, участников экспедиции.